# 扶筐四
天龍座ο，又名BD+59 1925，HD 175306、SAO 31218、HR 7125，是天龍座的一颗恒星，视星等为4.66，位于銀經89.31，銀緯23.14，其B1900.0坐标为赤經18h 49m 43.5s，赤緯+59° 23.14′ 58″。扶筐四是水星的北極星。